# Уральский сельсовет (Учалинский район)
Уральский сельсовет — муниципальное образование в Учалинском районе Башкортостана.
Согласно Закону о границах, статусе и административных центрах муниципальных образований в Республике Башкортостан имеет статус сельского поселения.

## Состав сельсовета
- с. Уральск,
- д. Базаргулово,
- д. Истамгулово,
- д. Ишкиново,
- д. Октябрьск.

## Население
| 2002  | 2009  | 2010  | 2012  | 2013  | 2014  | 2015  |
| ----- | ----- | ----- | ----- | ----- | ----- | ----- |
| 2721  | ↗3134 | ↘2462 | ↘2438 | ↘2389 | ↘2308 | ↘2241 |
| 2016  | 2017  | 2018  |       |       |       |       |
| ↘2192 | ↘2166 | ↘2094 |       |       |       |       |